# Mindy McCready
(Mindy McCready nel 2010)
Malinda Gayle McCready, detta Mindy (Fort Myers, 30 novembre 1975 – Heber Springs, 17 febbraio 2013), è stata una cantante statunitense, che era dedita al genere country e che fu professionalmente in attività a partire dalla metà degli anni novanta.
Paragonata per il sound e per il look a Tammy Wynette, nella sua breve vita e carriera, incise 5 album in studio, il primo dei quali fu Ten Thousand Angels del 1996. Tra i suoi brani di maggiore successo, figurano Ten Thousand Angels, Guys Do It All the Time, You'll Never Know, Oh Romeo, ecc.
La sua vita personale fu caratterizzata da guai giudiziari, abuso di farmaci e droghe e da ripetuti tentativi di suicidio.

## Biografia

### Infanzia e adolescenza
Malinda Gayle McCready era nata a Fort Myers, in Florida, il 30 novembre 1975.
Attratta dalla musica sin dalla tenera età, inizia a cantare in chiesa a soli 3 anni. Inoltre, si esercita con il karaoke, interpretando brani di Trisha Earwood, Madonna e Reba McEntire.
A sedici anni, dopo aver ottenuto il diploma, inizia a lavorare part-time nella compagnia ambulante della madre.
A diciotto anni, si trasferisce a Nashville per proseguire il suo sogno di sfondare in campo musicale, ma con la promessa fatta alla madre di tornare al liceo se questo sogno non si sarebbe realizzato nel giro di un anno.

### Gli inizi della carriera musicale
Dopo alcuni mesi di permanenza a Nashville, la McCready incontra il produttore e paroliere Norro Wilson, che consegna i demo della cantante al produttore David Malloy.
Malloy cerca di non illudere le aspirazioni della giovane ("Non c'è nessuno a Nashville che ti possa offrire un contratto discografico nel giro di un anno", le dice), ma proprio grazie a lui, la McCready partecipa ad un concerto live, dopo il quale - a 51 settimane esatte dal suo arrivo a Nashville - firma un contratto con la BNA Records.
Nel 1996, Mindy McCready pubblica il suo primo album, Ten Thousand Angels, prodotto dallo stesso Malloy. L'album di debutto della cantante si guadagna il disco d'oro dopo 6 mesi di permanenza nelle classifiche.
Nello stesso anno, pubblica il singolo Guys Do It All the Time che raggiunge il primo posto delle classifiche dei dischi country e che - per le sue critiche nei confronti dello sciovinismo maschilista - le procura le simpatie delle femministe.
In seguito, segue nel proprio tour di concerti il cantante country George Strait.
Nel 1997, pubblica i singoli You'll Never Know e Oh Romeo, che ottengono grande successo rispettivamente negli Stati Uniti ed in Europa.
Nel settembre dello stesso anno, inizia una relazione sentimentale con l'attore Dean Cain, relazione che durerà fino all'agosto del 1998.

### 1999-2003: il passaggio dalla BNA Records alla Capitol Records
Nel 1999, pubblica l'album I'm Not So Tough.
L'album non ottiene però un gran successo di vendite e, per questo motivo, non le viene rinnovato il contratto dalla BNA Records.
Nell'aprile del 2000 firma però un contratto con la Capitol Records, per la quale nel 2002 pubblica l'album Mindy McCready.

### 2004-2008: Guai giudiziari e tentativi di suicidio
Nel 2004, la McCready viene condannata per aver ottenuto un analgesico senza prescrizione medica e l'anno seguente, ancora in libertà condizionata, le viene tolta la patente di guida per aver guidato sotto l'effetto di alcolici.
Sempre nel 2005, finisce in ospedale per i maltrattamenti subiti dall'ex-compagno, che viene accusato di tentato omicidio. Nel giugno dello stesso anno, viene ricoverata per un'overdose di droga, mentre in settembre tenta il suicidio, tagliandosi le vene dei polsi.
Nel frattempo, nel 2006, dà alla luce il suo primo figlio, Zander.
Nel luglio dell'anno seguente, viene arrestata a Fort Myers dopo una lite con la madre.
Nell'aprile del 2008 finisce al centro dell'attenzione dei giornali di cronaca rosa, dichiarando di aver avuto, all'età di 15 anni, una relazione con un uomo sposato, il campione di baseball ventottenne Roger Clemens, che avrebbe conosciuto durante un'esibizione in un karaoke in un locale in Florida.
Il 21 luglio 2008, viene arrestata per resistenza a pubblico ufficiale e l'anno seguente viene condannata a 60 giorni di prigione per aver violata la libertà condizionata. Nel dicembre del 2008, la McCready tenta nuovamente il suicidio.

### 2009-2012: il ritorno sulla scena musicale
Nel 2009, partecipa alla terza edizione del reality show, trasmesso dalla TV via cavo VH1, Celebrity Rehab with Dr. Drew, che la cantante considera una possibilità di rilancio per la propria carriera.
L'anno seguente, pubblica un nuovo album, I'm Still Here, che contiene - oltre che la canzone che dà il titolo all'album - anche delle versioni riarrangiata di due brani del 1996, Ten Thousand Angels e Guys Do It All the Time.
Nel 2010 viene però nuovamente ricoverata per un'overdose di droga e nel novembre del 2011, fugge senza permesso dalla sua terra natia, per trasferirsi con il figlio in Arkansas, ma il bambino, che è sotto la custodia legale della madre", le viene sottratto dalle autorità.
Nello stesso anno, partecipa ai programmi Celebrity Close Calls e Celebrity Ghost Stories.
Nel 2012 dà alla luce il suo secondo figlio, avuto dal compagno, il produttore David Wilson.

### Il 2013: il tragico epilogo

#### Il suicidio del compagno
Domenica 13 gennaio 2013, la vita di Mindy McCready è sconvolta dal suicidio (o presunto tale), a soli 34 anni, del compagno, nonché padre del suo secondo figlio, David Wilson.
La tragedia viene così commentata dalla stessa McCready con le seguenti parole:
(Mindy McCready)
La stessa cantante, in un'intervista rilasciata a Dateline a fine gennaio 2013, nega l'ipotesi di essere stata lei stessa a sparare al compagno.

#### Il suo suicidio
Ad un mese dal suicidio del compagno, nel pomeriggio di domenica 17 febbraio 2013, anche la McCready, a soli 37 anni, si toglie la vita con le stesse modalità, ovvero sparandosi un colpo di pistola alla testa davanti al porticato della sua casa di Heber Springs, in Arkansas. Il corpo senza vita della cantante viene rinvenuto dalla polizia, allertata da qualcuno che aveva udito degli spari.
Messaggi di cordoglio per la scomparsa di Mindy McCready vengono espressi da varie star del country, quali Wynonna Judd, LeAnn Rimes e Carrie Underwood.
I suoi funerali, che hanno avuto luogo martedì 26 febbraio 2013 presso la Crossroads Baptist Church di Fort Myers, città natale della cantante, vedono la partecipazione di circa 200 persone. Durante le esequie, viene eseguito dal patrigno della McCready uno dei brani di maggiore successo della cantante, Ten Thousand Angels.
È sepolta nel cimitero di Alva, in Florida.

## Discografia

### Album
- Ten Thousand Angels (1996)
- If I Don't Stay the Night (1997)
- I'm Not So Tough (1999)
- Mindy McCready (2002)
- I'm Still Here (2010)

## Programmi televisivi
- Celebrity Rehab with Dr. Drew (2009)